# Paul Frenckner
Frans Johan Paul Frenckner, född 13 juli 1896 i Fägre socken, död 26 maj 1967 på Stångberga gård, Össeby-Garns församling, var en svensk läkare.
Paul Frenckner var son till nämndemannen Frans Carlsson. Han avlade studentexamen i Skara 1915 och studerade därefter vid Karolinska Institutet och blev medicine kandidat 1920, medicine licentiat 1925 och medicine doktor 1934. Efter diverse förordnanden 1923–1926 var han amanuens vid Serafimerlasarettets öronpoliklinik i Stockholm 1926–1927, amanuens vid Sahlgrenska sjukhusets öronavdelning i Göteborg 1927 och vid Sabbatsbergs sjukhus öronklinik i Stockholm 1927–1931, föreståndare för foniatriska polikliniken i där 1931–1935 och för öronpolikliniken 1932–1935 samt tillförordnad och biträdande överläkare vid öronavdelningen där 1933–1938. Frenckner blev 1934 docent i öron-, näs- och halssjukdomar vid Karolinska Institutet 1939 och 1939 biträdande läkare i ämnet där. Från 1931 var han praktiserande läkare i Stockholm. Frenckner företog bland annat studieresor till Chevalier Jackson i Philadelphia och gjorde sig känd som Sveriges förste specialist på den av Jackson införda bronkoskopin.